# XP-81 (航空機)

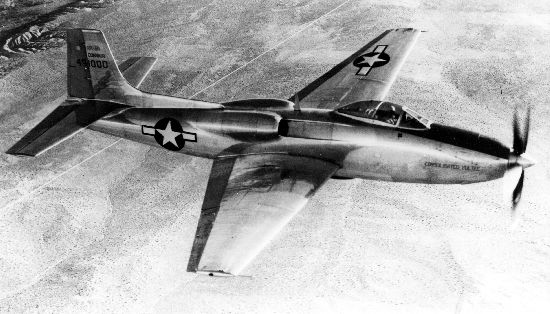
Convair XP-81

XP-81は、アメリカ合衆国のコンベア社が開発していた戦闘機。試作機が2機製造されたのみで、制式採用はされなかった。

## 概要
第二次世界大戦中にアメリカ陸軍航空軍は、コンベア社に対し、戦略爆撃機を護衛する長距離単座戦闘機の開発を要求していた。コンベア社は、ターボジェットエンジンとターボプロップエンジンの両方を搭載した混合動力機を提案し、高速性能と巡航性能の両立を目指した。この提案はモデル109として1943年9月に行われ、1944年2月に試作機XP-81の発注を得た。
機体全般のデザインは、それまでのレシプロ戦闘機とほぼ同じであり、直線翼・低翼配置の主翼を持っている。エンジンは双発であり、機首にターボプロップエンジン、尾部にターボジェットエンジンを搭載している。燃料消費が大きいジェットエンジンは、離着陸時と戦闘時にのみ使用するコンセプトであった。ジェットエンジンのインテイクは、胴体後部上面に二つ設置されている。また、長距離機であるため、機内燃料タンク容量は3,070リットルにおよび、さらに増槽も2つ搭載できた。
XP-81の初号機は、V-1650-7レシプロエンジン（推力：1,450馬力）とJ-33ジェットエンジンの組み合わせを搭載し、1945年1月にミューロック乾湖で初飛行している。飛行試験中に740km/hを記録するなど、高速性は発揮している。1945年8月に第二次世界大戦が終結すると、採用の見込みはほとんど無くなったが、飛行試験は続けられ、12月21日にXT31ターボプロップエンジンを搭載し、初飛行している。1947年1月には2号機も初飛行したが、2,400馬力を予定していたXT31ターボプロップエンジンの出力が1,400馬力ほどしか発揮できず、戦争の終結もあって1947年9月に開発は中止された。なお、前量産型YP-81については、発注無しとする資料と発注はあったもののキャンセルされたとしている資料とがある。

## 要目
- 全長：13.61m
- 全幅：15.39m
- 全高：4.11m
- エンジン：XT31ターボプロップエンジン（出力：2,400馬力を予定、実質1,400馬力）、J33-GE-5ターボジェットエンジン（推力：1,700kg）
- 最大速度：816km/h（計画値）
- 航続距離：4,000km
- 乗員：1名
- 武装（計画）：20mm機銃6門、爆弾1,450kg